# Rygiškių-Jonas-Gymnasium Marijampolė
Das Rygiškių-Jonas-Gymnasium Marijampolė (lit. Marijampolės Rygiškių Jono gimnazija) ist ein staatliches Gymnasium in der litauischen Stadt Marijampolė.

## Geschichte
1840 siedelte die vierjährige Schule aus Seinai nach Marijampolė über. 1867 wurde sie zum Gymnasium ausgebaut. Die russische Verwaltung versuchte, die Schule zu russifizieren. Nachdem Litauen die Unabhängigkeit erlangt hatte, wurde der Schule 1920 der Name Rygiškių Jonas erteilt. Dieser Name wurde ihr 1940, nach der Besetzung Litauens durch die Sowjetunion, von der Besatzungsmacht entzogen. 1956 wurde die Schule nach dem Lituanisten Jonas Jablonskis benannt. Nach der Befreiung Litauens von der Sowjetherrschaft und der Wiederherstellung der Unabhängigkeit erhielt die Schule 1992 wieder ihren alten Namen: Rygiškių Jonas.

## Direktoren
- Antanas Pranas Daniliauskas (1923–1928 und 1934–1940)
- Vincas Peckus
- Vilhelmas Petkevičius

## Schüler
| - Juozas Adomaitis-Šernas (1859–1922), Politiker - Zigmas Angarietis (1882–1940), kommunistischer Revolutionär - Tomas Astramskas (1853–1921) - Aldona Babinienė-Motiekaitytė (1917–2010) - Juozas Bagdonas (1866–1956) - Antanas Baltrušaitis (1883–1970) - Saliamonas Banaitis (1866–1933), Politiker, Drucker und Verleger - Jonas Basanavičius (1851–1927), Arzt und Politiker - Antanas Baskas (* 1936), Politiker - Kazimieras Bieliukas (1901–1991) - Kazys Boruta (1905–1965), Literat - Andrius Botyrius (1845–1900) - Andrius Bulota (1872–1941) - Pranas Dovydaitis (1886–1942) - Antanas Endziulaitis (1895–1942) - Algirdas Julien Greimas (1917–1992) - Pijus Grigaitis (1883–1969) - Adomas Grinevičius (1845–1932) - Kazys Grinius (1866–1950) - Joana Griniuvienė (1865–1918) - Albinas Iešmanta (1887–1988) - Petras Ilgūnas (1919–) - Jonas Jablonskis (1860–1930) - Juozas Kačergius (1862–1943) - Adolfas Karaška (1911–) - Petras Klimas (1891–1969) - Petras Kriaučiūnas (1850–1916) - Antanas Kučinskas (1900–1988) | - Justinas Kudirka (1893–1983) - Vincas Kudirka (1858–1899) - Adomas Lastas - Petras Leonas - Juozas Liūdžius - Juozas Lozoraitis - Pranas Mašiotas - Pranas Matulaitis - Stasys Matulaitis - Baltrus Matusevičius - Vincas Mickevičius-Kapsukas - Vincas Mykolaitis-Putinas - Ladas Natkevičius (1893–1945) - Salomėja Nėris - Justas Pankauskas (* 1983), Vizeminister - Teofilis Petraitis - Vincas Pietaris - Kazys Puida - Paulius Pultinevičius (* 2001), Schachgroßmeister (GM) - Antanas Radušis - Edmundas Simanaitis (1929–2017), Vizeminister und Bürgermeister - Saulius Skvernelis (* 1970), Premierminister und Minister - Justinas Staugaitis - Matas Šalčius - Valdas Tumelis - Pranas Vaičaitis - Jonas Valaitis - Antanas Venclova - Antanas Vilkutaitis |